# José de Amézola y Aspizúa
José de Amézola y Aspizúa (født 9. januar 1874 i Izarra, Urkabustaiz, Álava, død 1922 i Cercedilla, Madrid) var en spansk sportsudøver, som deltog i OL 1900 i Paris.
Amézola stillede sammen med Francisco Villota op i pelota (baskisk udgave med handske) ved OL 1900 i Paris. Det eneste øvrige tilmeldte hold var fransk, men trak sig kort før konkurrencen, så de to spaniere blev olympiske mestre uden kamp. Det var første og eneste gang, denne disciplin var på det olympiske program.
Amézola var forretningsmand med baskisk baggrund. Han arbejdede i en bank i Bilbao, og han var også politisk engageret. Han sad således i provinskommissionen i Vizcaya, og han stillede i 1914 op som kandidat for det konservative parti til parlamentet.